# Hoefijzermot
De hoefijzermot (Epiblema foenella) is een nachtvlinder uit de familie van de  bladrollers (Tortricidae).

## Beschrijving
De spanwijdte van de vlinder bedraagt tussen de 17 en 26 millimeter. Het diertje heeft bruine voorvleugels met aan de binnenrand een opvallende witte haak. In rust lijkt hierdoor een wit hoefijzer over de vlinder te zijn getekend. Achter de kop heeft de vlinder bovendien een kuifje. Aan de uiteinden van de vleugel bevindt zich ook enige grijskleurige tekening.

## Waardplanten
De hoefijzermot gebruikt bijvoet en citroenkruid als waardplanten. De volgroeide rups overwintert.

## Voorkomen in Nederland en België
De hoefijzermot is in Nederland en in België een vrij algemene soort. De soort kent één generatie die vliegt van juni tot in augustus.